# Tercera División de España 1995-96
La temporada 1995-96 de la Tercera División de España de fútbol fue la cuarta categoría de las Ligas de fútbol de España durante esta campaña, por debajo de la Segunda División B y por encima de las Divisiones regionales. Comenzó el 3 de septiembre de 1995 y finalizó el 30 de junio de 1996 con la promoción de ascenso. 
A partir de esta temporada se aumentaron de 2 a 3 los puntos obtenidos por cada victoria.

## Promoción de ascenso a Segunda División B

### Equipos participantes
Los equipos participantes de la promoción de ascenso a Segunda División B de la temporada 1995-96 fueron los 4 primeros clasificados de cada grupo, los cuales se exponen en la siguiente tabla:
Se indican en negrita los equipos que consiguieron el ascenso.
| Grupo I                   | Grupo II               | Grupo III                         | Grupo IV             | Grupo V          |
| ------------------------- | ---------------------- | --------------------------------- | -------------------- | ---------------- |
| 1º C.C.D. Cerceda         | 1º R. Titánico         | 1º R.S. Gimnástica de Torrelavega | 1º Zalla U.C.        | 1º U.E. Tàrrega  |
| 2º Puente Orense C.F.     | 2º R. Oviedo "B"       | 2º R. Racing C. de Santander "B"  | 2º S.D. Zamudio      | 2º C.E. Europa   |
| 3º R.C. Celta de Vigo "B" | 3º C. Marino de Luanco | 3º C. D. Tropezón                 | 3º S.D. Gernika Club | 3º F.C. Santboià |
| 4º C.D. Lalín             | 4º Caudal Deportivo    | 4º S.D. Noja                      | 4º C.D. Elgoibar     | 4º Palamós C.F.  |

| Grupo VI       | Grupo VII                | Grupo VIII              | Grupo IX          | Grupo X                     |
| -------------- | ------------------------ | ----------------------- | ----------------- | --------------------------- |
| 1º C.F. Llíria | 1º C.F. Rayo Majadahonda | 1º C.D. Laguna          | 1º C. Poli. Ejido | 1º C.D. San Fernando        |
| 2º C.D. Acero  | 2º A.D. Orcasitas        | 2º Zamora C.F.          | 2º U.D. Maracena  | 2º Atlético Sanluqueño C.F. |
| 3º C.F. Gandia | 3º C.D. Carabanchel      | 3º C. Atlético Bembibre | 3º Guadix C.F.    | 3º Isla Cristina C.D.       |
| 4º Pinoso C.F. | 4º A.D. Colmenar Viejo   | 4º C. Atlético Burgalés | 4º Motril C.F.    | 4º Chiclana C.F.            |

| Grupo XI                  | Grupo XII              | Grupo XIII        | Grupo XIV               | Grupo XV           |
| ------------------------- | ---------------------- | ----------------- | ----------------------- | ------------------ |
| 1º C.F. Sóller            | 1º C.D. Corralejo      | 1º R. Murcia C.F. | 1º C.P. Cacereño        | 1º C.D. Calahorra  |
| 2º C.D. Playas de Calviá  | 2º U.D. La Pared       | 2º Cartagena F.C. | 2º Jerez C.F.           | 2º C.D. Oberena    |
| 3º C.D. Atlético Baleares | 3º U.D. Realejos       | 3º A.D. Mar Menor | 3º Moralo C.P.          | 3º Peña Sport F.C. |
| 4º U.D. Poblense          | 4º U.D. Las Palmas "B" | 4º Águilas C.F.   | 4º Mérida Promesas U.D. | 4º C.D. Ribaforada |

| Grupo XVI          | Grupo XVII                     |
| ------------------ | ------------------------------ |
| 1º R. Zaragoza "B" | 1º Tomelloso C.F.              |
| 2º Utebo F.C.      | 2º C.D. Manchego               |
| 3º U.D. Casetas    | 3º Puertollano Industrial C.F. |
| 4º U. D. Barbastro | 4º Manzanares C.F.             |

### Equipos ascendidos
Los siguientes equipos obtuvieron el ascenso a Segunda División B:
| Grupo I - R.C. Celta de Vigo "B" Grupo II - R. Oviedo "B" - C. Marino de Luanco Grupo III - R.S. Gimnástica de Torrelavega Grupo IV - Zalla U.C. - S.D. Gernika Club Grupo V - No ascendió ningún equipo de este grupo Grupo VI - C.F. Llíria - C.F. Gandía | Grupo VII - C.D. Carabanchel Grupo VIII - No ascendió ningún equipo de este grupo Grupo IX - C. Poli. Ejido - Guadix C.F. Grupo X - No ascendió ningún equipo de este grupo Grupo XI - No ascendió ningún equipo de este grupo Grupo XII - U.D. Realejos | Grupo XIII - R. Murcia C.F. - A.D. Mar Menor Grupo XIV - C.P. Cacereño Grupo XV - No ascendió ningún equipo de este grupo Grupo XVI - R. Zaragoza "B" Grupo XVII - C.D. Manchego |